# IC 1497
IC 1497 је ознака објекта на координатама са ректансцензијом 23h 28m 50,0s и деклинацијом + 11° 59" 13'. Открио га је Гијом Бигурдан, 24. октобра 1884. Каснијим посматрањима на том положају није уочен никакав астрономски објекат.